# Bunnicula
 (janvier 2019).
Si vous disposez d'ouvrages ou d'articles de référence ou si vous connaissez des sites web de qualité traitant du thème abordé ici, merci de compléter l'article en donnant les références utiles à sa vérifiabilité et en les liant à la section « Notes et références ».
Bunnicula est une série d'animation de Warner Bros. Animation développée par Jessica Borutski, produit par Jessica Borutski et Maxwell Atoms et distribué par Warner Bros. Television. La série a été diffusée pour la première fois le 6 février 2016 sur Cartoon Network ainsi que sur Boomerang.
Bunnicula est inspiré de la série de livres pour enfants Bunnicula de James et Deborah Howe.
En France, la série était diffusée sur Boomerang et Cartoon Network. La série était anciennement diffusée sur France 3 et Boing. Au Québec, la série est diffusée sur Télétoon.

## Synopsis
À la Nouvelle-Orléans, Mina, son père Arthur et leurs animaux de compagnie, Chester (le chat) et Harold (le chien), s'installent dans l'appartement Orlock hérité de sa tante décédée. Mina rencontre un lapin vampire, Bunnicula, végétarien, qui aspire du jus de carotte afin d'obtenir des capacités spéciales. Bunnicula entraîne souvent Chester et Harold dans diverses mésaventures.

## Distribution
- Vincent de Boüard : Bunnicula
- Jérôme Pauwels : Harold
- Jean-Philippe Puymartin : le chat Chester
- Marie Facundo : Mina
- Fily Keita : Marsha, voix additionnelles
- Isabelle Volpé : Becky, voix additionnelles
- Thierry Gondet : Zakarov
- Paul Borne, Jérémy Prévost : voix additionnelles
- Fred Colas, Fanny Fourquez : chants

Version française
- - Direction artistique : Danièle Hazan
  - Adaptation : Michèle Lituac

## Épisodes
| 1. Une clé convoitée 2. Invasion de poissons-zombies 3. Le mouton-araignée 4. Larmes de crocodile 5. Harry le gluant 6. Gousses d'ail 7. Le chevalier hibou 8. Le jouet maléfique 9. Le fils de Bunnicula 10. La souris diabolique 11. La boutique des horreurs de Chester 12. La malédiction du loup-garhomme 13. La fiancée de Bunnicula 14. Plus jamais 15. La chasse au lapin vampire 16. Le trou des indignes 17. Adoptez un vampire 18. La niche hantée 19. La patte de lapin porte-bonheur 20. Le chef fantôme 21. Chester le Vampire 22. L'attrapeur de rêves 23. Les piments fantômes 24. La meilleure ventriloque au monde 25. Pas de soleil pour les vampires 26. Du blues et du rap 27. Le chasseur de fantômes 28. Méfiez-vous de l'appartement 13 ! 29. La folie des énigmes 30. Le retour de la malédiction du Loupgarhomme 31. Un collier qui rend fou 32. Bunnicula Mannequin 33. Les choux de Bruxelles 34. La tique-vampire 35. Chestroldcula 36. Jamais peur 37. Portrait de famille 38. Mon ami imaginaire 39. Problème de jus de fruits 40. Pas invité | 1. L'igname d'invisibilité 2. Indifférenciable de la magie 3. La guerre des farces 4. La revanche du retour de la malédiction du loup-garhomme 5. Le club des services secrets 6. La sacavamandre 7. Attention les yeux 8. Le dénicheur d'amis à pelage 9. La marque de la Mandragore 10. Dans la lapinière 11. Chats volés 12. Le videur de frigo 13. Cerbère et l'entrée des Enfers 14. Scott Dingleman 15. Le médaillon magique 16. L'agent 51 17. Bunnicula prend l'avion 18. Chat-aclysme 19. Jurassicnicula 20. Bunzilla 21. Le lapin vampire en chocolat 22. Créatures du futur 23. Une guerre ancestrale 24. Le bonhomme de pain-des-vices 25. Bunnicula à la plage 26. Bunniticône 27. Chester, chat vampire 28. Bunnicula contre le monde entier 29. Bunnicula dans l'espace 30. Le retour du comte Orlock 31. La prison prisme 32. Lafitte et le médaillon magique 33. Par une nuit sombre et orageuse 34. Bunnicula au Far West 35. L'avaleur de sons 36. La méchante reine 37. La mouche à fruits 38. Harold le traqueur de vampire 39. Le Blues de Bunnicula 40. Le nouveau maître de Lugosi |